# Machiel Kiel

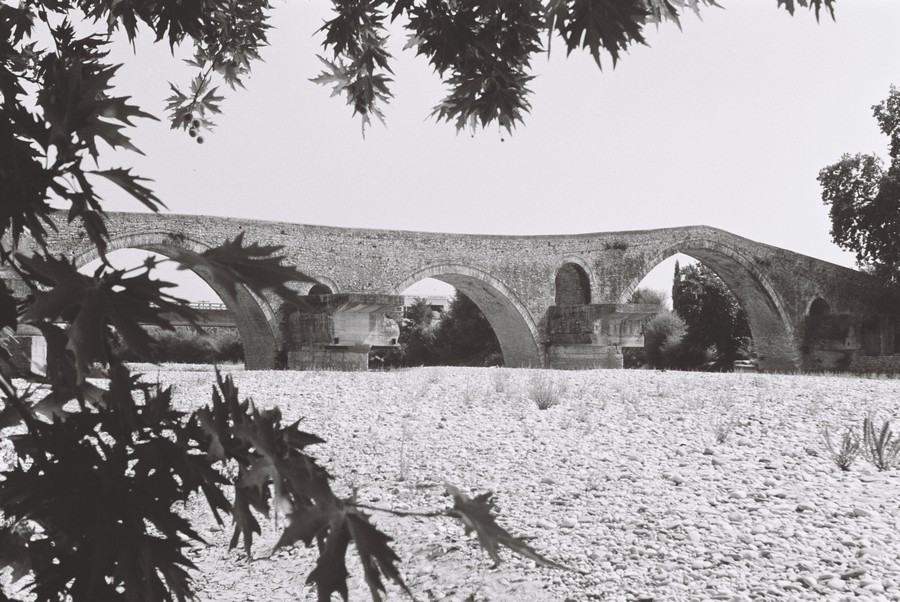
Foto von Machiel Kiel von 1970: Brücke von Arta (Griechenland)

Machiel Kiel (* 28. Februar 1938 in Wormerveer; † 29. Juli 2025) war ein niederländischer Osmanist,  Architekturhistoriker und Hochschullehrer, der sich auf osmanische Architektur auf dem Balkan spezialisiert hat.
Als Steinmetz und Restaurator wirkte Kiel von 1958 bis 1976 an der Restaurierung der Oude Kerk in Amsterdam mit. Im Jahr 1959 reiste er zum ersten Mal auf den Balkan: In Griechenland war er an der Restaurierung von Wasseranlagen in Ioannina beteiligt. In der Folge bereiste er wiederholt die Balkanländer. 1972 wurde er Mitglied des internationalen Komitees von Byzantijnse Studies Nederland, dem lokalen Vertreter der Association Internationale des Études Byzantines.
Nach einem Arbeitsunfall im Jahr 1976 konnte er nicht mehr als Restaurator arbeiten. In der Folge studierte er an der Universiteit van Amsterdam und promovierte im Jahr 1983 mit der Arbeit Ecclesiastical Architecture and Mural Painting of Bulgaria in the Ottoman Period. Bereits in den 1970er Jahren hatte er den türkischen Architekturhistoriker Ekrem Hakkı Ayverdi kennengelernt, der seine Arbeit wesentlich beeinflusste. Bereits während des Studiums spezialisierte sich Kiel auf sein Fachgebiet der osmanischen Architektur auf dem Balkan und forschte lange auf Reisen und in den Archiven von Istanbul und Ankara. Er erstellte umfassende Werke wie Ottoman Architecture in Albania 1385–1912 und Studies on the Ottoman architecture of the Balkans, die 1990 erschienen. Hierfür hatte er auf drei Reisen zwischen 1967 und 1983 auf abenteuerliche Weise auch Monumente in der Sozialistischen Volksrepublik Albanien erkundet, die damals kaum zugänglich war.

„Er ist einer der wenigen Kulturhistoriker, die sich mit der osmanischen Geschichte des Balkans durch eigenes Quellenstudium auskennen.“

Ab 1993 hatte Kiel eine Professur an der Universität Utrecht inne. Nach seiner Pensionierung war er von 2003 bis 2006 Direktor des Netherlands Institute in Turkey. Noch im Jahr 2020 war er Senior Research Fellow dieses Instituts. Kiel war Gastdozent an verschiedenen Universitäten und erhielt die Ehrendoktorwürde der Ege Üniversitesi in Izmir (1992) und einer Universität in Bischkek.
Machiel Kiel verfasste über 300 Publikationen in acht Sprachen, darunter 15 Bücher.
Verheiratet war er mit der deutschen Osmanistin Hedda Reindl-Kiel.